# 장동환
장동환(張東煥, 생몰년 미상)은 대한제국 말기에 일진회 회원으로 활동했던 인물이다.

## 생애
1904년 발족하여 의병운동 탄압과 한일 병합 조약 체결을 위한 여론몰이 활동 등을 벌이던 일진회에 1908년부터 총무국 교섭위원으로 참가하였고, 일진회 평의원을 지냈다.
장동환이 평의원으로 있던 1909년 12월, 일진회는 임시총회를 열어 병합을 청원하기로 의결했고, 대한제국 순종과 내각, 통감부 앞으로 상소문과 장서를 보내고 대국민 성명서인 〈일한합방성명서〉를 발표했다. 1910년 3월 일본에서 대한동지회(對韓同志會) 총대 이오키 료조가 내한했을 때는 명월관에서 국민동지찬성회 부회장 서창보, 상무조합소장 이학재, 보신사장 백종두 등이 일진회 회장 이용구와 회합하여 병합 추진을 모의한 일이 있는데, 이 자리에 장동환도 참석했다.
1910년 8월 한일 병합이 성사되고 곧 일진회가 해체되었을 때 뒷처리를 위한 잔무정리위원에도 임명되었다. 이때 일본 정부가 내려준 해산금으로 250원을 받았다.
1934년 일본 극우단체인 흑룡회가 일한합방기념탑을 세우고 한일 병합 공로자의 이름을 탑 속의 석실에 기록했을 때 공로자 중 한 사람으로 포함되었다.

## 사후
- 2006년 친일반민족행위진상규명위원회가 발표한 친일반민족행위 106인 명단과 2008년 발표된 민족문제연구소의 친일인명사전 수록예정자 명단에 모두 선정되었다.

## 참고 자료
- 친일반민족행위진상규명위원회 (2006년 12월). 〈장동환〉 (PDF). 《2006년도 조사보고서 II - 친일반민족행위결정이유서》. 서울. 767~773쪽쪽. 발간등록번호 11-1560010-0000002-10. 2007년 9월 26일에 원본 문서 (PDF)에서 보존된 문서. 2007년 8월 26일에 확인함.